# 寺中駅
寺中駅（じちゅうえき）は、石川県金沢市寺中町に存在した北陸鉄道金石線の駅である。1971年（昭和46年）に廃駅となった。

## 歴史
- 時期不詳：金石電気鉄道の駅として開業。当初は待避所として列車交換のみが行われていた。
- 1943年（昭和18年）10月13日：合併により北陸鉄道の駅となる。
- 1971年（昭和46年）9月1日：金石線全線廃止により廃駅。

## 駅構造
片面ホーム1面1線の無人駅。

## 廃止後
石川県道17号金沢港線（金石街道）の拡幅用地となっており、痕跡を留めていない。

## 隣の駅
北陸鉄道
金石線
畝田駅 - 寺中駅 - 金石駅